# José María Alguersuari
José María Alguersuari   (Sabadell, 10 de desembre de 1945) és un fotoperiodista català.
| «               | JMª Alguersuari és el fundador d'una branca del fotoperiodisme creatiu que no exisita abans d'aparèixer ell | » |
| — Oriol Maspons | |   |

## Biografia

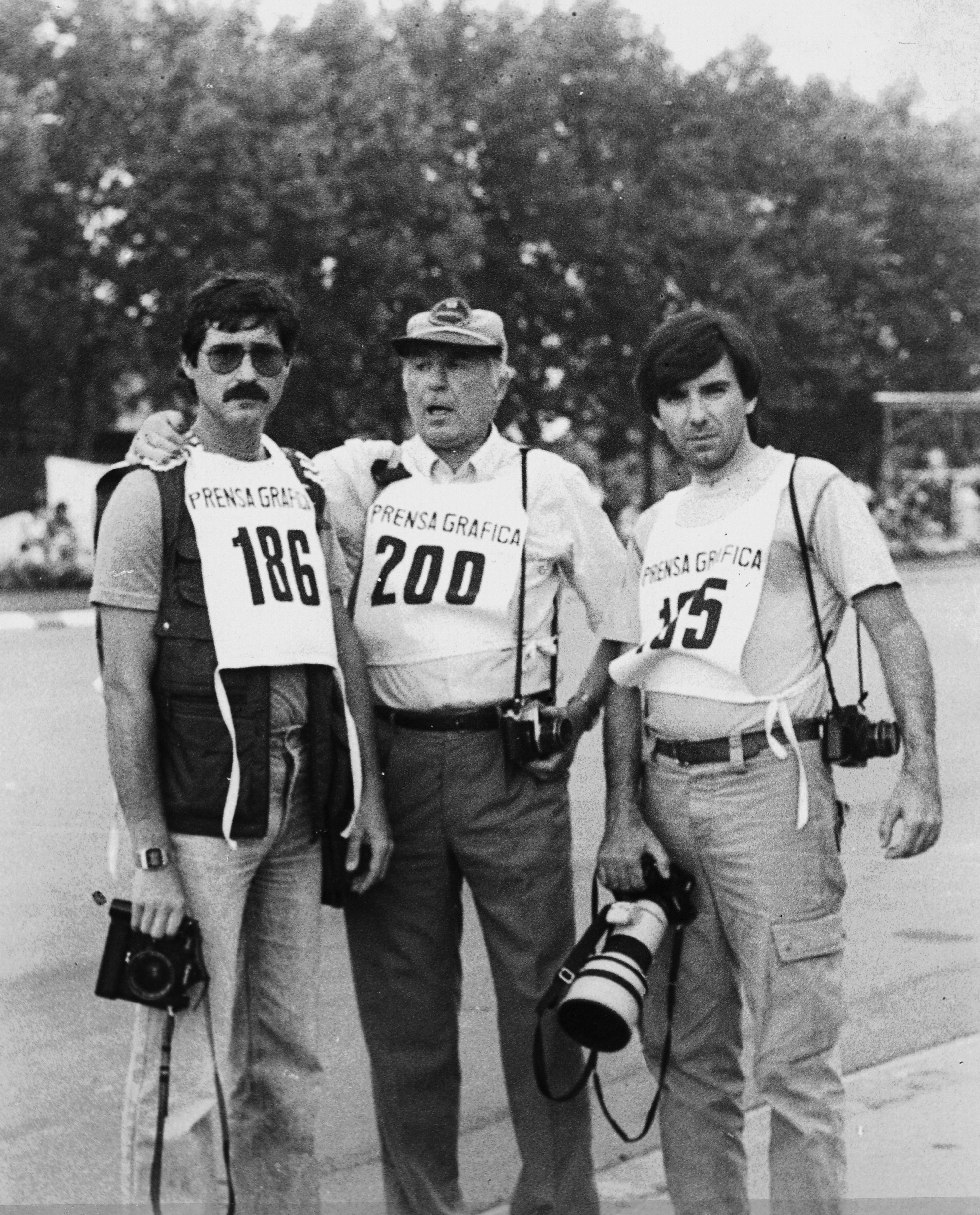
D'esquerra a dreta: José María, Francesc i Jaume Alguersuari a mitjan dècada de 1970

Va iniciar-se en la professió de molt jove, als catorze anys, ajudant el seu pare Francesc Alguersuari, també fotògraf, realitzant fotografies per a cobrir esdeveniments esportius. Pertany a la generació de fotògrafs de la dècada del 1960, en la qual també es van iniciar Joan Colom i Colita. Va publicar les seves primeres fotos de motociclisme el 1959 a diaris com El Noticiero Universal, Diario de Barcelona i El Mundo Deportivo, dedicant-se ja plenament als esports de motor durant tota lla dècada de 1960; va obtenir el seu primer carnet de premsa el 1961. Com a fotoperiodista esportiu va destacar perquè va ser el primer a deixar de banda els teleobjectius curts per fer-ne servir un de 300 mil·límetres el 1975. Va dedicar la meitat de la seva vida professional als esports i l'altra al reportatge periodístic. Més endavant, va passar per camps com la publicitat i la moda amb el promotor Paco Flaqué, realitzant treballs a França, Itàlia, i Algèria entre 1970 i 1974.
L'any 1975 va fundar, juntament amb el seu germà Jaume, la revista Solo Moto. El 1978 va començar a treballar com a fotògraf especialitzat a El Periódico de Catalunya. Entre 1983 i 2007 va treballar a l'equip del Magazine de La Vanguardia, on va dur a terme la seva especialització fotogràfica i va esdevenir cap de fotografia, dedicant-se a fer reportatges fotogràfics arreu del món.

## Obra
Durant la seva carrera va cobrir actes de tota classe, com el Mundial de futbol de l'Argentina 1978, els Jocs Olímpics d'estiu Seül 1988, els de Barcelona 1992, el seguiment dels cosmonautes Manarov i Titov a finals de la dècada de 1980, la caiguda del mur de Berlín el 1989, el centenari de la Torre Eiffel l'any 1989, a més de diversos reportatges sobre els Estats Units (Nova York, Woody Allen, terratrèmol de San Francisco de 1989), Hong Kong o el Regne Unit, entre d'altres. És considerat com el pioner en una branca especialitzada del fotoperiodisme, tant pel que fa a la tècnica com a la composició, i un precursor pel que fa a la modernitat de la fotografia esportiva a l'estat espanyol.
Ha col·laborat en revistes com Interviú, Expresión, Guerini Sportivo, Don Balón, Champión, Geo, Historia y Vida i en editorials com Plaza & Janés, Salvat, Lumberg, Planeta, i ha sigut jurat en diversos concursos fotogràfics, entre els quals destaquen el FotoPres (1984 i 1989), els Premis Natura del Consell d'Europa i el Mejor Foto de La Vanguardia. Obra seva es troba en diversos fons, entre els quals destaca el fons d'art del Comitè Olímpic Internacional a Lausana.

## Publicacions
Ha publicat diversos llibres sobre fotografia:
- 1977 - El llibre de la Diada (Galaxis, 1977)[11]
- 1991 - Montjuïc la Montaña encantada (Lumberg, 1991) amb textos de Màrius Carol[12]
- 1987 - Barcelona Paso Universal (coautor) (Tisa, 1987)
- 1994 - El deporte en España (comissari) (Lumberg, 1994)
- 1995 - Álbum de Fotografía Práctica (Planeta, 1995)[13]
- 2006 - Barcelona desde el Aire (Planeta, 2006)
- 2007 - Diarios de Fotografía...y alguna motocicleta (Produccions Editorials de la Imatge, 2007)[14][15]

## Exposicions rellevants
- 1984 - III Jornades universitàries de Madrid
- 1988 - Fotografia en el viaje (La Caixa) (col·lectiva)
- 1988 - La prensa en Barcelona (Palau de la Virreina) (col·lectiva)
- 2000 - Introducció a la història de la fotografia a Catalunya (MNAC) (col·lectiva)[16][17]
- 2003 - Barcelona per la Pau. Ajuntament de Barcelona (col·lectiva)
- 2022 - Teia - El nen de les fotos

## Premis i reconeixements
- 1965 - 1r Premi Real Federació Motociclista Espanyola
- 1985 - Premi Gaziel de fotoperiodisme (Generalitat de Catalunya)[18]
- 1988 - Focsa a la Millor Expressió Gràfica
- 1990 - Premi Mejor Foto 1990. (Mundo Deportivo)[19]
- 1990 - Premi Mejor Fotógrafo de España (Premi dels lectors. Revista Foto)
- 1992 - 3r Premi Foto Gran Prix
- 2007 - Premi Or de la Society for News Design (SNDE) a la millor foto periodística de premsa.[20]